# Caprella ciliata
Caprella ciliata är en kräftdjursart som beskrevs av Georg Ossian Sars 1883. Caprella ciliata ingår i släktet Caprella och familjen Caprellidae. Arten är reproducerande i Sverige. Inga underarter finns listade i Catalogue of Life.